# قرار مجلس الأمن التابع للأمم المتحدة رقم 916
قرار مجلس الأمن التابع للأمم المتحدة رقم 916، الذي اتخذ بالإجماع في 5 مايو 1994، بعد إعادة التأكيد على القرار 782 (1992) وجميع القرارات اللاحقة بشأن موزمبيق، قرر المجلس تجديد ولاية عملية الأمم المتحدة في موزامبيق لفترة نهائية تنتهي 15 نوفمبر 1994، وناقش تنفيذ اتفاقات روما العامة للسلام.
وأشار مجلس الأمن إلى أهمية اتفاق السلام العام (اتفاقيات روما العامة للسلام) بالنسبة لموزمبيق وتنفيذها في الوقت المناسب. وقد تم الترحيب بالتقدم المحرز في البلاد، لا سيما الإعلان عن إجراء الانتخابات في 27 و 28 أكتوبر، ولكن تم الإعراب أيضًا عن القلق إزاء التأخير في تنفيذ بعض أجزاء الاتفاقات.
ورحب المجلس بالالتزام بوقف إطلاق النار وبدء التسريح ونقل الأسلحة إلى المخازن الإقليمية ووصول القيادة العليا وبداية تدريب الجيش الجديد. ولقي نشر مراقبي شرطة الأمم المتحدة ترحيباً ودعيت جميع الأطراف إلى التعاون معهم، والسماح لعملية الأمم المتحدة والشرطة بالوصول غير المقيد إلى المناطق الواقعة تحت سيطرتهم، والسماح بحرية النشاط السياسي.
ورحب المجلس بالإعلان عن مواعيد الانتخابات وإنشاء مفوضية الانتخابات ومكاتبها الإقليمية. وأُعرب عن القلق إزاء التأخيرات في تنفيذ أجزاء من الاتفاقات المتعلقة بتسريح الجنود وتشكيل قوات الدفاع الموزمبيقية. ووافق رئيس موزمبيق والمقاومة الوطنية الموزمبيقية على تسريع العملية. في 1 يونيو، كان من المقرر تجميع القوات وفي 15 يوليو كان من المقرر الانتهاء من عملية التسريح. وفي هذا الصدد، شدد المجلس على ضرورة اطلاع عملية الأمم المتحدة بالكامل على العملية، والوصول إلى القواعد العسكرية، وضمان تدريب أكبر عدد ممكن من القوات قبل الانتخابات. كما كانت إزالة الألغام مهمة للمجلس الذي رحب بعزم الأمين العام بطرس بطرس غالي على تسريع العملية.
كما وجه القرار نداء إلى المجتمع الدولي داعياً إلى تقديم مساعدات مالية وتقنية وإنسانية، بينما أشيد بإعادة توطين اللاجئين والمشردين. وبعد تمديد ولاية عملية الأمم المتحدة، أشار إلى أنه سيتم استعراضها بحلول 15 تموز / يوليو 1994، بناء على تقرير من الأمين العام.

## روابط خارجية
- نص القرار في undocs.org